# Force multinationale de sécurité à Beyrouth

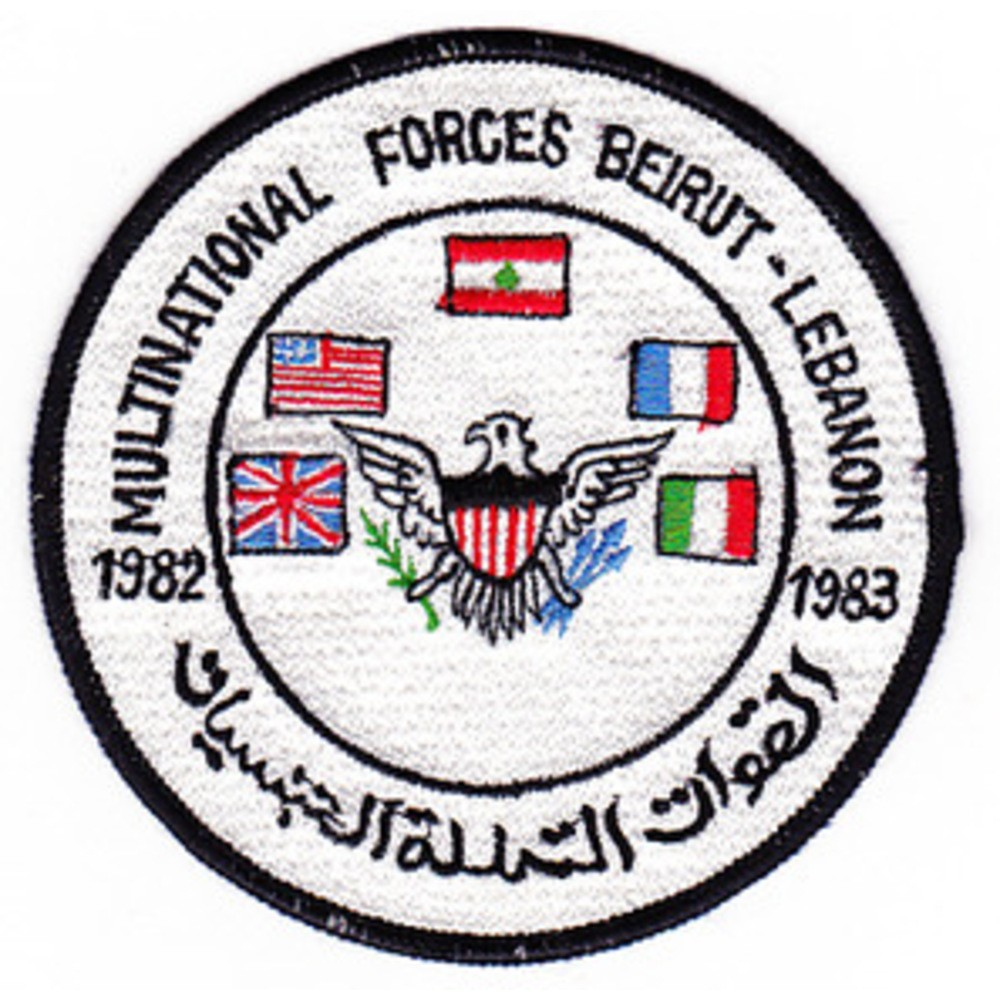
Badge de la Force multinationale de sécurité.

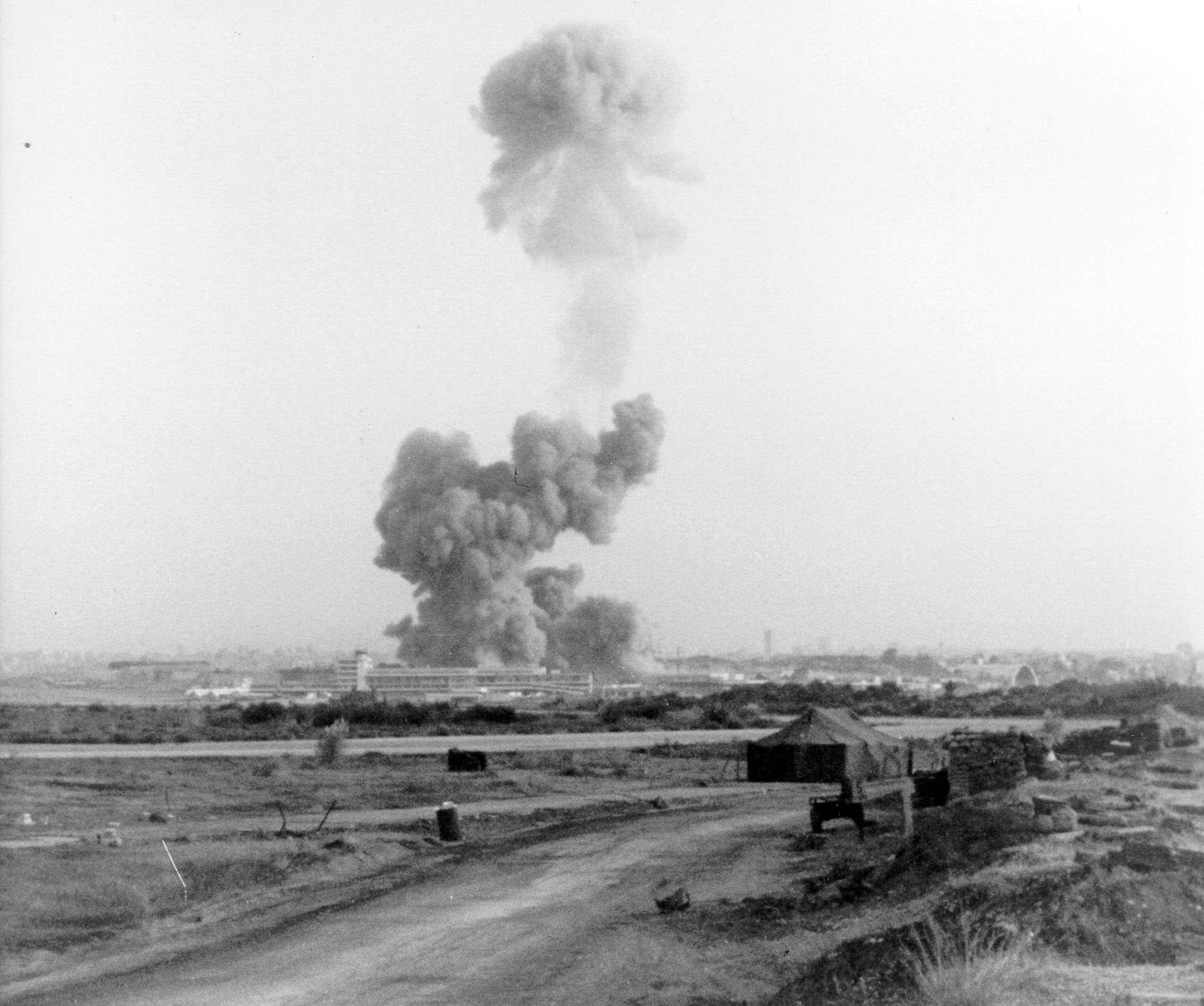
Destruction du QG américain à l'aéroport international de Beyrouth le 23 octobre 1983.

La Force multinationale de sécurité à Beyrouth (en anglais, Multinational Force in Lebanon ou MNF) est créée en septembre 1982 sur demande libanaise au secrétaire général des Nations unies et dissoute en mars 1984 à la suite du double attentat contre les contingents français et américain.

## Mission
- Aider l'armée libanaise à restaurer l'autorité de son gouvernement à Beyrouth et aux alentours.
- Assurer la sécurité des populations civiles.

## Forces terrestres
Quatre pays constituaient cette force multinationale : les États-Unis, la France, l'Italie et le Royaume-Uni. Une forte présence navale assurant leur soutien au large du Liban.

### France

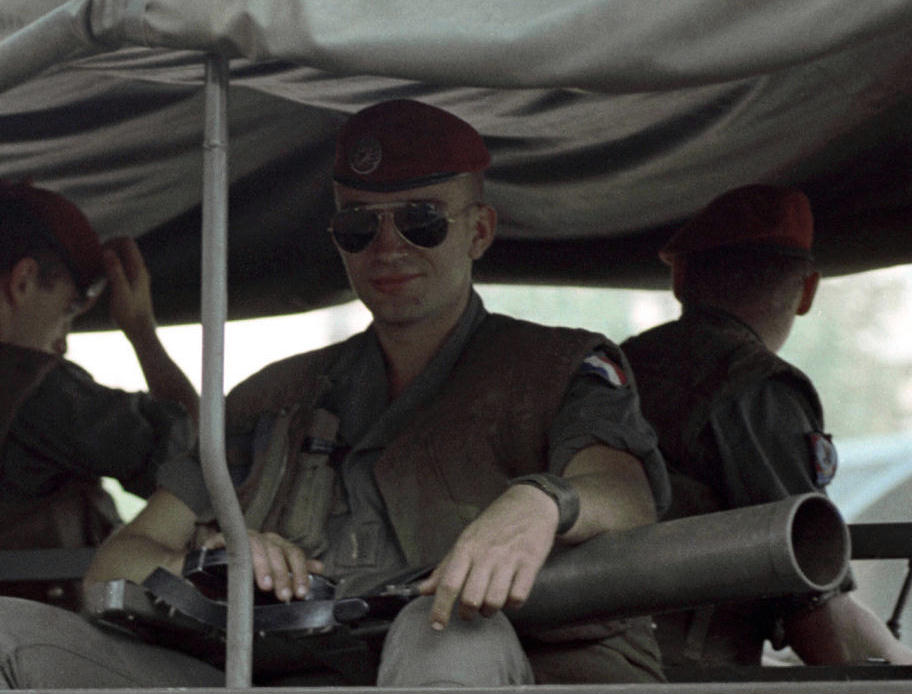
Parachutistes français au Liban avec un LRAC F1, 1 avril 1983.

La première mission est nommée Épaulard 1. Le 27 aout 1982, le détachement français à Beyrouth atteint l'effectif de 854 hommes. Elle est principalement composée de deux compagnies du 2e régiment étranger de parachutistes, une du 3e régiment de parachutistes d'infanterie de marine, et d'un escadron du Régiment d'infanterie chars de marine. La 31e brigade y intervient de mai à septembre 1983.
Unités et Corps français ayant servi à la FMSB (1982 - 1984) :
- section T.G.P 41e régiment de transmissions
- 8e régiment de parachutistes d'infanterie de marine
- 3e régiment de parachutistes d'infanterie de marine
- 1er régiment de parachutistes d'infanterie de marine
- 6e régiment parachutiste d'infanterie de marine
- 1er régiment d'infanterie de marine
- 2e régiment d'infanterie de marine
- 3e régiment d'infanterie de marine
- 21e régiment d'infanterie de marine
- 11e régiment d'artillerie de marine
- 9e régiment de commandement et de soutien
- 41e régiment d'infanterie
- Régiment d'infanterie chars de marine
- 17e régiment de génie parachutiste
- 59e compagnie du génie
- 2e régiment étranger de parachutistes
- 2e régiment étranger d'infanterie
- 1er régiment étranger
- 1er régiment étranger de cavalerie
- 1er régiment de hussards parachutistes
- 31e Compagnie de Commandement et de Transmissions
- 12 et 32e RA Section NBC et Chars de combat
- 1er régiment de chasseurs parachutistes
- 9e régiment de chasseurs parachutistes
- 501e régiment de chars de combat
- 35e régiment d'artillerie parachutiste
- 12e régiment d'artillerie
- 68e régiment d'artillerie
- Gendarmerie nationale (France) - 1er Escadron de marche du groupe de gendarmes auxiliaires + gendarmes départementaux servant à titre individuel en Prévôtés constituées.
- Commando Trépel
- Commando de Montfort
- Commando Hubert
- Escadron 9/11 parachutiste de gendarmerie mobile

### États-Unis
La force principale est une Marine Expeditionary Unit dont plusieurs se sont relayés durant la mission.
Seal

### Italie

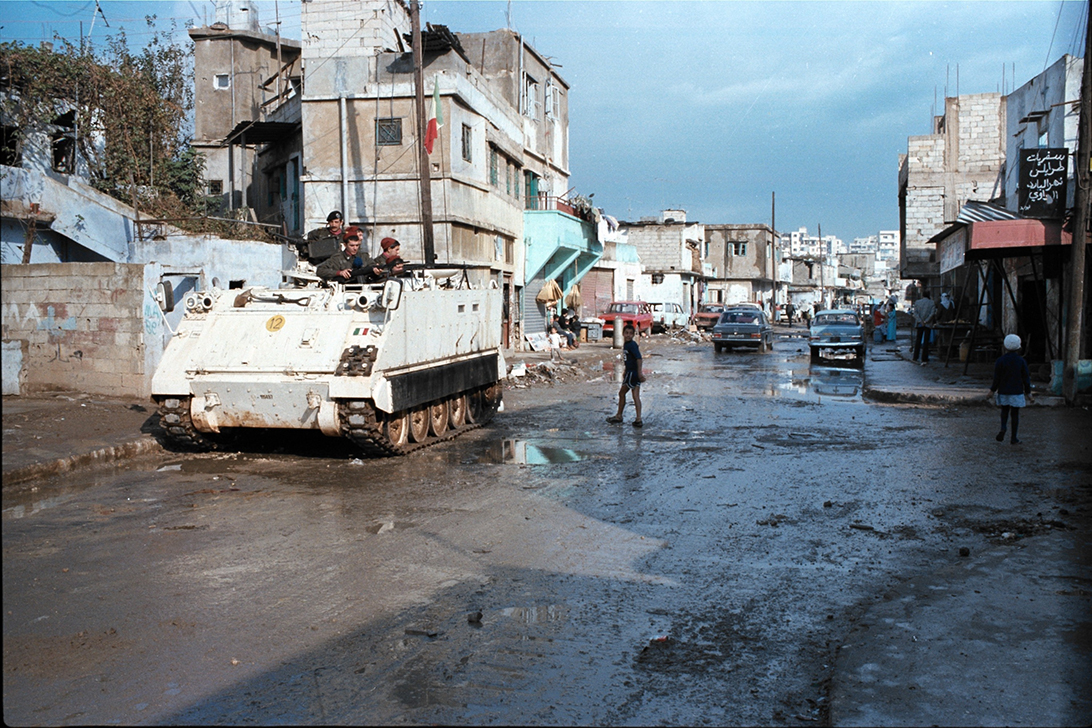
Déploiement du 2e bataillon de bersagliers à Beyrouth en 1982.

Unités et Corps italiens, appelé mission Italcon, ayant servi a la FMSB (1982 - 1984) :
- Brigade parachutistes Folgore ;
- San Marco (marine italienne) ;
- Carabiniers Parachutistes ;
- 2e régiment de Bersagliers ;
- Corpo sanitario de l'Armée de terre.

### Royaume-Uni
Quoique le gouvernement britannique, mené par Margaret Thatcher, n'est pas enthousiaste à l'idée de s'immiscer dans l'imbroglio libanais, c'est par la volonté de préserver la relation particulière qui unit le Royaume-Uni aux États-Unis qu'il accepte, à la demande du président Ronald Reagan, de participer militairement à la FMSB.
Ainsi, le 15 décembre 1982, le Premier Ministre britannique déclenche l'opération Hyperion et autorise l'envoi à Beyrouth d'un escadron (squadron) de 80 personnels du 1st The Queen's Dragoon Guards (en) équipé essentiellement de blindés légers de reconnaissance Ferret et de Land-Rover, alors assigné à la force de maintien de la paix des Nations-Unies basée à Chypre.
La BRITFORLEB débarque au Liban au début du mois de février 1983, il s'agit des premiers soldats britanniques à servir au pays du Cèdre depuis avril-mai 1941 au moment de la guerre contre les troupes vichystes.
Ce petit contingent établit son campement dans le quartier de Hadath, à l'est de la capitale libanaise et, en novembre 1983, la relève est assurée par 115 hommes du 16th/5th Royal Lancers jusqu'au retrait définitif de la Force multinationale le 8 février 1984, sans avoir eu à souffrir, a contrario des autres intervenants, de pertes.

## Opération DIODON: Liban – 1982 - 1983

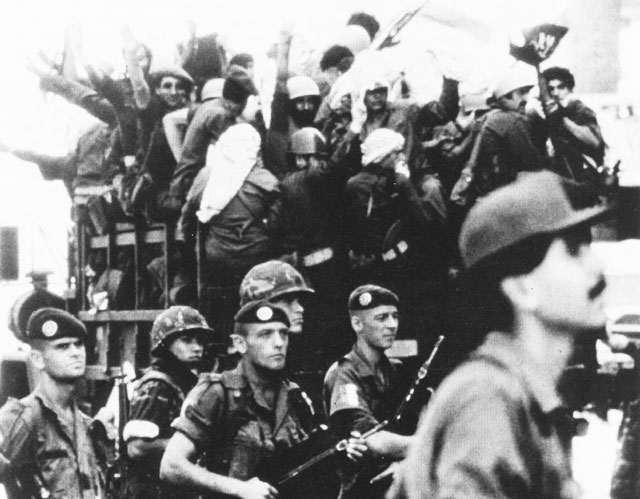
Parachutistes du 2e REP et Marines américains à Beyrouth protégeant l’évacuation des militants de l'OLP.

Le 19 août 1982, le 2e REP, précurseur d’une force multinationale d’interposition, réussit à la demande des Libanais, de permettre le départ du contingent palestinien, retranché dans Beyrouth, face à l’avancée israélienne. Après les massacres de Sabra et Chatila, les puissances internationales se décident à mettre en place une force de sécurité.
C’est ainsi que, à tour de rôle, les grandes unités professionnalisées de l’armée de terre française se relaient à Beyrouth pour remplir une mission de médiation et de paix. Opérant dans le cadre de la Force multinationale de sécurité à Beyrouth (FMSB), qui compte des troupes : américaines, stationnées aux abords de l’aérodrome ; italiennes, centrées sur le quartier de l’hippodrome, et britanniques, implantées près de la manufacture de tabac, la 31e brigade, renforcée par le 1er régiment étranger de cavalerie et un détachement du 17e régiment de génie parachutiste, assure la sécurité et la confiance dans le Grand-Beyrouth.
Le 19 mai 1983, les premiers éléments du 2e REI débarquent dans le cadre de l’opération. Le 26 septembre 1983, des derniers éléments de Diodon quittent le Liban. Le caporal-chef Vuillermet décède de ses blessures.

## Forces navales

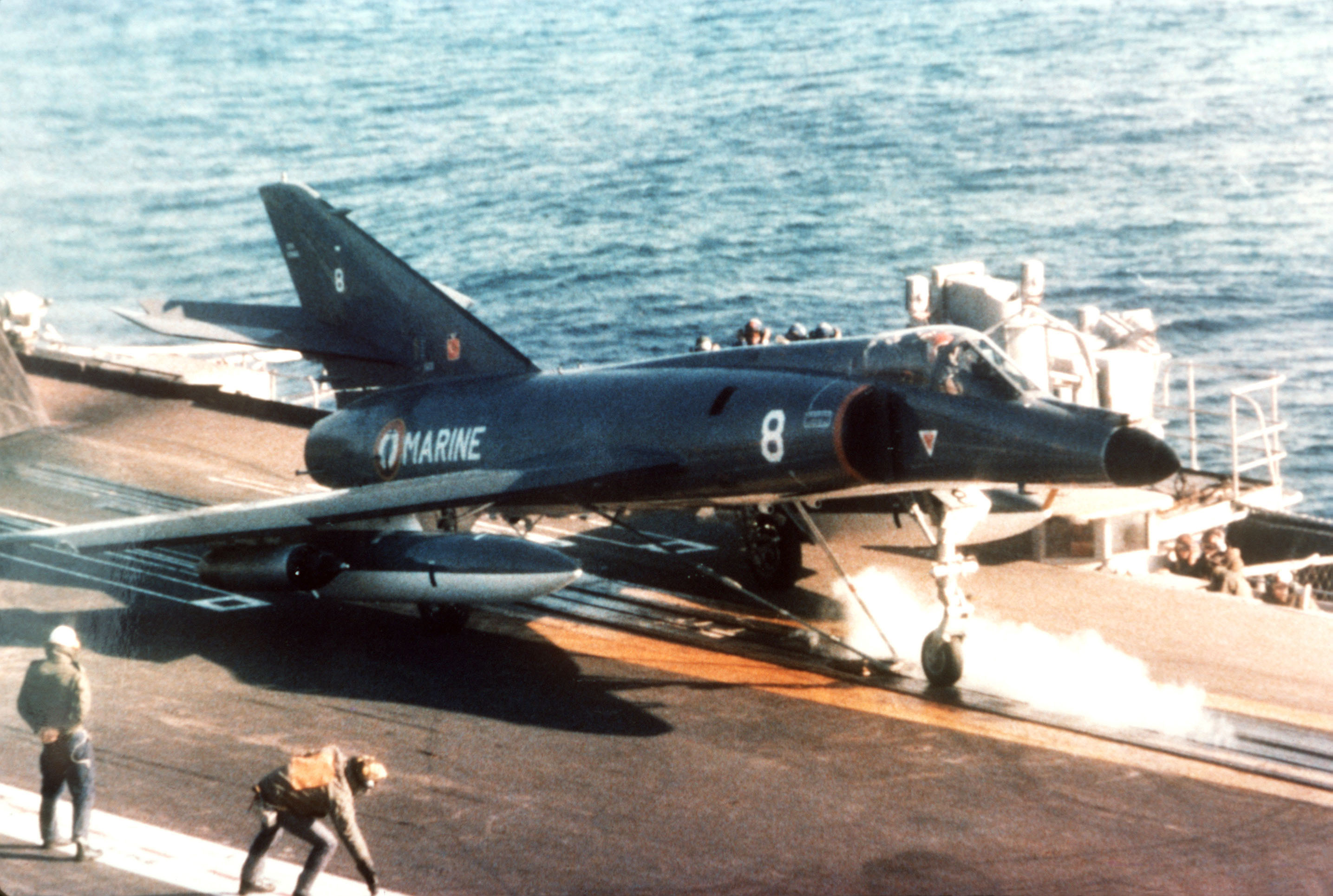
Un Super-Étendard équipé de pods de roquettes Matra à bord du Foch durant la guerre du Liban en 1983.

La seconde Force multinationale est appuyée par un certain nombre d'unités navales qui ne sont pas sous l'autorité de la FMSB mais de leurs gouvernements et marines nationales respectives :
- États-Unis : porte-avions Independence, Dwight D. Eisenhower, John F. Kennedy ; cuirassé New Jersey, destroyers Arthur-Radford, Caron, Claude-Ricketts, John-Rodgers, Mossbrugger et Tattnall, croiseur Ticonderoga, frégates lance-missiles Bowen et Sims, porte-hélicoptères Tarawa et navires amphibies Guam et Iwo Jiwa[4] ;
- France  : porte-avions Foch et Clemenceau servant en alternance, frégates Duquesne et Suffren, corvettes Georges-Leygues, Montcalm et Dupleix, escorteurs d'escadre D'Estrées, Guépratte, Dupetit-Thouars, Kersaint, avisos Cdt de Pimodan, Premier Maître L'Her, Quartier Maître Anquetil et D'Estienne d'Orves, transports de chalands de débarquement (TCD) Orage et Ouragan, bâtiments de débarquement de chars (BDC) Argens, Bidassoa, Dives, plus les pétroliers ravitailleurs affrétés Durance, Meuse et Port Vendres ; la force aéronavale comprend 15 Super-Étendard, 6 Crusader, 5 Alizé, 3 Étendard-photo plus trois hélicoptères Super-Frelon[4] ;
- Italie : contre-torpilleur Ardito (it), frégates Perseo et Sagittario, navire amphibe Caorle, pétrolier ravitailleur Stromboli, auxquels s'ajouteront en 1984 les croiseurs Vittorio Veneto et Doria et la frégate Orsa[4] ;
- Royaume-Uni : un seul navire[4], le porte-hélicoptères Reliant (en), vétéran de la guerre des Malouines[5].

## Pertes
Les États-Unis ont perdu 265 soldats au Liban et 159 autres ont été blessés. La France a perdu 89 soldats et l'Italie deux.